# Rammang-Rammang
Rammang-Rammang est le nom d'une région karstique à cheval sur les kabupaten de Maros et Pangkep dans la province de Sulawesi du Sud dans l'île indonésienne de Célèbes. Elle est située dans le village de Salenrang, dans le kecamatan (district) de Bontoa à  Maros, à environ 40 km au nord de la capitale provinciale, Makassar.

## Tourisme
Rammang-Rammang est située non loin de la route transsulawesienne. Le site de Rammang-Rammang (Parc national de Bantimurung-Bulusaraung) s'étend sur 45 000 hectares (450 km2), ce qui en fait le deuxième du monde après celui de Shilin en Chine. Il a été inscrit à la liste du patrimoine mondial de l'UNESCO.

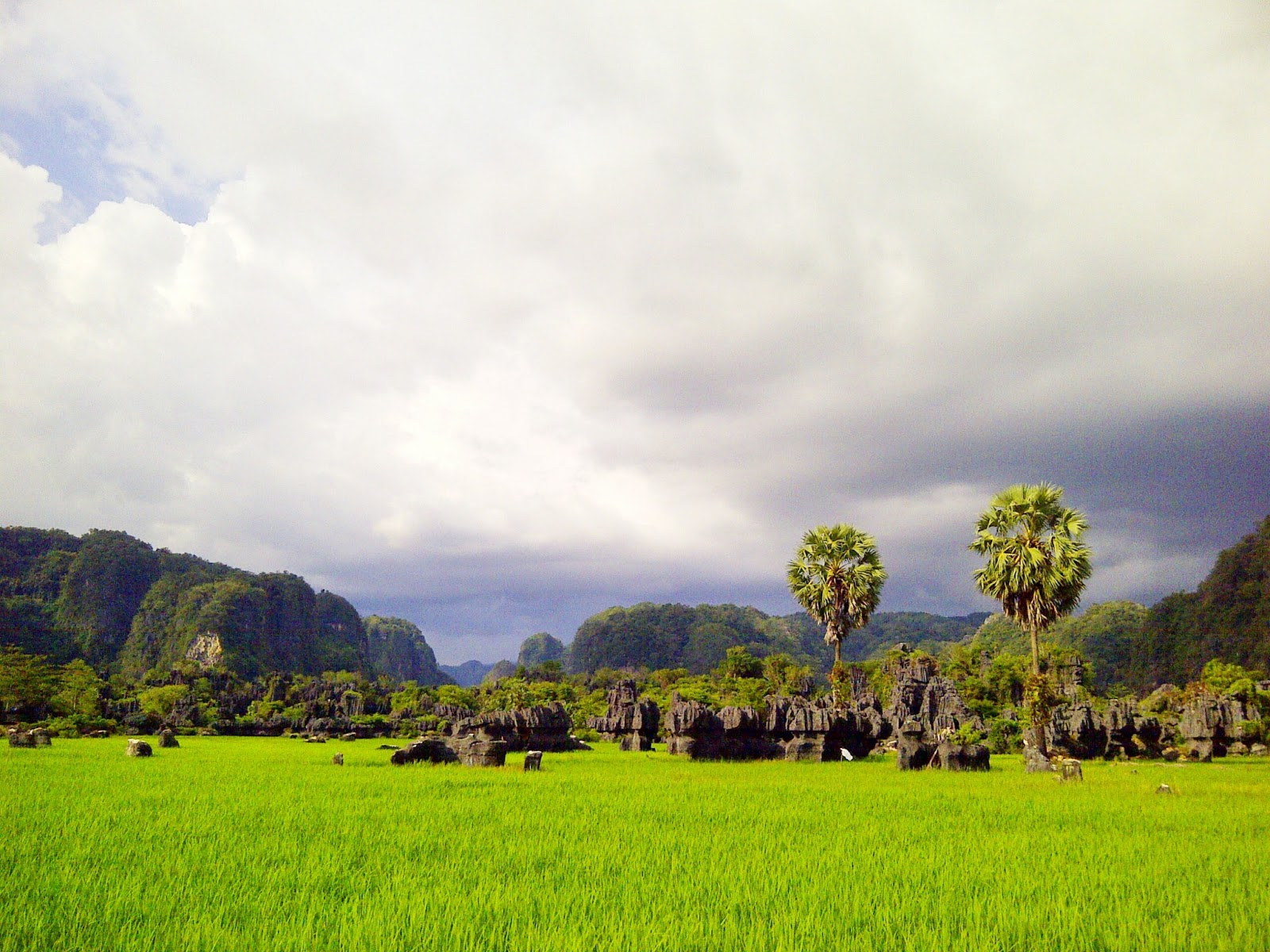
Paysage karstique à Rammang-Rammang.